# Machaerota fusca
Machaerota fusca är en insektsart som beskrevs av Baker 1919. Machaerota fusca ingår i släktet Machaerota och familjen Machaerotidae. Inga underarter finns listade i Catalogue of Life.